# أحمد البايض
أحمد البايض ولد في 3 يناير، 1978 بجدة، السعودية، هو لاعب خدع بصرية وخفه سعودي محترف.

## المهنة والحياة العملية
في عام 2003 عاد أحمد البايض إلى المملكة العربية السعودية بكونه رائد الخدع البصرية في الوطن العربي لتحقيق هذا الفن على مستوى عال في الشرق الأوسط ونجح في ذلك حقيقة حتى أصبح يطلق عليه رائد الخدع البصرية في الشرق الأوسط في جميع الصحف ومحطات التلفزيون العربية.
ما زال أحمد مستمراً في تحقيق أهدافه رغم كل المصاعب التي واجهها. لا يعتبر أحمد أن فن الوهم له علاقة بالسحر الأسود، بل هو فن وموهبة من الله سبحانه وتعالى. هذه النقطة استمر أحمد بتوضيحها عبر كل البرامج الذي يظهر فيها؛ لأن البعض يقول أن ألعاب الخفّة عبارة عن سحر تخييلي وبذلك يدخل في نطاق السحر المحرم. بدأت شهرة أحمد في 2004 عندما فتح المسرح الأول له في جدة في منتجع الشلال واستمر بالظهور حتى عام 2008 وظهر في عام 2010 في برنامج للعرب مواهب وفي عام 2011 في برنامج على شط بحر الهوا.
أيضاً قام البايض بعمل العديد من العروض في المملكة المتحدة والولايات المتحدة الأمريكية وفرنسا والمغرب ومصر ولبنان والبحرين والإمارات وحتى في أفغانستان. وحين يقيم أحمد كل هذه
العروض ويشرف عليها ومع انشغال جدول أعماله يقدم عروض مجانية للجمعيات الخيرية ودور الأيتام مجانا. وأجرى أحمد أيضاً بعض الدورات في تنمية الذاكرة وتنشيطها.

### أول برنامج تلفزيوني
ظهر أحمد البايض في العديد من البرامج، وأول برنامج والذي شهره هو برنامج العرب للمواهب (أرابز غوت تالينت) عام 2011 ,
و ظهر للمرة الثانية في برنامج شط بحر الهوى عام 2013,
و أيضاً قدم برنامج خفة مع أحمد البايض الذي عرض في عام 2016.

### خفة مع أحمد البايض
برنامج خفة هو أول برنامج خاص بأحمد البايض مكون من 13 حلقة، عرض على قناة إم بي سي، يقوم أحمد في كل حلقة بتأدية العديد من الخدع البصرية في الشارع وفي بيت أحد الفنانين بالإضافة إلى المخاطرات التي تتطلب مجازفة قد تؤدي إلى إصابات بالغة.

### جولة عالمية «تيك أوف»
يقوم أحمد البايض بجولة حول العالم لتقديم عروضه في مختلف دول العالم وقد قدم أول عروض جولته العالمية في العاصمة الإماراتية أبوظبي ضمن فعاليات «موسم صيف أبوظبي» وانتهت الجولة تقريباً في نهاية عام 2018.